# متحف شرشال
متحف شرشال. بتاريخ 30 جوان 1981 صنف ضمن قائمة التراث الوطني المحمي؛ ثم إلى متحف وطني، وهو متحف قديم شيد في مطلع القرن الماضي بساحة الشهداء المحفوفة بأشجار “البال أمبراس” التي يناهز عمرها مائة سنة ويقدم صورة عن مدينة القيصرية القديمة التي عرفت تعاقب العديد من الحضارات، القرطاجية والرومانية، الإسلامية، العثمانية والفرنسية تبعا لشكل البنايات المتوسطية.

## طابع البناية
بناية المتحف ذات طابع متوسطي بحت، تعرض به اللوحات الفسيفسائية والتماثيل الخاصة بالآلهة القديمة وبالعائلة الملكية، وهو مشكل من أربعة أروقة يتوسطها صحن، وعند مدخل المتحف توجد خريطة لقيصرية يوبا وما تحتويه من آثار لا تزال صامدة بعض معالمها.
وجدران المتحف مزينة باللوحات الفسيفسائية والكتابات اللاتينية وببعض الكتابات العربية، مع وجود قسم خاص بالشواهد الجنائزية، ويوجد في صحن المتحف نافورتان جميلتان مزخرفتان بفسيفساء تمثل مشهد الأوليس مع عرائس البحر ومشهد لانتصار نابتون. وفي المتحف كذلك توجد تحفتان من الفن المصري مصنوعتان من الحجر الأسود, تمثل واحدة منها الكاهن بيدوباست وهو أكبر قساوسة الإله بتاح، وتمثل الأخرى ذراعا لتمثال هو توتموزيس الأول ملك من الأسرة الثامنة عشر.

## محتويات المتحف
يحتوي المتحف على إحدى روائع القطع المنحوتة على مستوى شمال إفريقيا كله وأغلب التماثيل المعروضة عبارة عن نسخ لتحف فنية إغريقية ضائعة، كتمثال هرقل وهو نسخة لتمثال من البرونز من إنجاز ميرون، وتمثال أبولو سرسال هو نسخة لعمل فيدياس، أما أثينا فهو نقل عن تمثال فينوس وهو إعادة لعمل براكسيتالو سكوباس.